# Лід (цар)
Лід (дав.-гр. Λυδός) — міфічний цар Меонії, яка на честь нього була перейменована на Лідію.

## Життєпис
Син Атіса і Атіс (цар Меонії). За міфами нащадок Геракла і Омфали; за Геродотом — нащадок Геракла і рабині Іардани. Згідно з карійською міфологією був братом Кара і Міса.
Згідно з давньогрецькою міфологією, коли настав голод, за жеребом залишився в країні з батьком, а інша частина мешканців країни на чолі з його братом Тірреном переселилася до Італії. Втім на цей міф вплинули події початку давньогрецької колонізації, що рухалася на захід. Тому закарбувався похід Тіррена з Малої Азії до Італії. До того ж за свідченням Геродота самі лідійці вважали себе родичами тірренів (етрусків). Втім аналіз подій свідчить про протилежне: предки лідійців — тіррени та інші «народи моря» наприкінці XIII — початку XII ст. до н. е. переселилися з Сардинії та Італії до Малої Азії, де знищили державу Міра, на території якого утворили протодержаву, яка згодом отримала назву Меонія чи Лідія. Ймовірно, час панування Ліда (можливо, тут віддзеркалився титул правителя або спотворене греками тірренське ім'я) припав на цей період.
Йому спадкував син Іардан.